# Élections législatives de 1889 dans l'Aisne
Les élections législatives françaises de 1889 se déroulent les 22 septembre et 6 octobre 1889. Dans le département de l'Aisne, huit députés sont à élire dans le cadre de huit circonscriptions.

## Élus
|   | Circonscription | Député élu             |  | Parti         |
| - | --------------- | ---------------------- |  | ------------- |
| + | Château-Thierry | Félix-François Deville |  | Républicain   |
| + | Laon-1          | Jules Pasquier         |  | Monarchiste   |
| + | Laon-2          | André Castelin         |  | Boulangiste   |
| + | Saint-Quentin-1 | Léon Dumonteil         |  | Boulangiste   |
| + | Saint-Quentin-2 | Ernest Desjardins      |  | Révisionniste |
| + | Soissons        | Alfred Macherez        |  | Républicain   |
| + | Vervins-1       | Camille Godelle        |  | Conservateur  |
| + | Vervins-2       | Jean Caffarelli        |  | Monarchiste   |

## Résultats

### Résultats à l'échelle du département
| Parti          | Parti           | Premier tour | Premier tour | Second tour | Second tour | Sièges |
| Parti          | Parti           | Voix         | %            | Voix        | %           | Sièges |
| -------------- | --------------- | ------------ | ------------ | ----------- | ----------- | ------ |
|                | Monarchistes    | 28 076       | 24,90        | 5 885       | 20,86       | 2      |
|                | Conservateurs   | 13 134       | 11,65        | 5 687       | 20,16       | 1      |
|                | Droites         | 41 210       | 36,55        | 11 572      | 41,01       | 3      |
|                |                 |              |              |             |             |        |
|                | Républicains    | 39 628       | 35,15        | 13 775      | 48,82       | 2      |
|                |                 |              |              |             |             |        |
|                | Boulangistes    | 18 355       | 16,28        | -           | -           | 2      |
|                | Révisionnistes  | 1 665        | 1,48         | -           | -           | 1      |
|                | Populistes      | 20 020       | 17,76        | -           | -           | 3      |
|                |                 |              |              |             |             |        |
|                | Gauche radicale | 7 031        | 6,24         | -           | -           | 0      |
|                |                 |              |              |             |             |        |
|                | Socialistes     | 4 847        | 4,30         | 2 869       | 10,17       | 0      |
|                |                 |              |              |             |             |        |
|                |                 |              |              |             |             |        |
| Inscrits       | Inscrits        | 151 058      | 100,00       | 36 616      | 100,00      |        |
| Abstentions    | Abstentions     | 33 733       | 22.33        | 8 179       | 22,34       |        |
| Votants        | Votants         | 117 325      | 77.67        | 28 437      | 77,66       |        |
| Blancs et nuls | Blancs et nuls  | 4 589        | 3.91         | 221         | 0,78        |        |
| Exprimés       | Exprimés        | 112 736      | 96.09        | 28 216      | 99,22       |        |

### Résultats par circonscription

#### Circonscription de Château-Thierry
- Député élu : Félix-François Deville (Républicain).

Désiré-Jules Lesguillier, député sortant, décède entre les deux tours, le 29 septembre 1889, et Félix-François Deville le remplace comme candidat républicain au second tour.
| Candidat         | Candidat                                              | Parti          | Premier tour | Premier tour | Second tour | Second tour |
| Candidat         | Candidat                                              | Parti          | Voix         | %            | Voix        | %           |
| ---------------- | ----------------------------------------------------- | -------------- | ------------ | ------------ | ----------- | ----------- |
|                  | Désiré-Jules Lesguillier* puis Félix-François Deville | Républicain    | 6 059        | 46,38        | 7 778       | 56,93       |
|                  | M. Maudat de Grancey                                  | Monarchiste    | 5 339        | 40,87        | 5 885       | 43,07       |
|                  | M. Bas                                                | Révisionniste  | 1 665        | 12,75        |             |             |
|                  |                                                       |                |              |              |             |             |
| Inscrits         | Inscrits                                              | Inscrits       | 17 281       | 100,00       | 17 281      | 100,00      |
| Abstentions      | Abstentions                                           | Abstentions    | 3 932        | 22,75        | 3 461       | 20,03       |
| Votants          | Votants                                               | Votants        | 13 349       | 77,25        | 13 820      | 79,97       |
| Blancs et nuls   | Blancs et nuls                                        | Blancs et nuls | 286          | 2,14         | 157         | 1,14        |
| Exprimés         | Exprimés                                              | Exprimés       | 13 063       | 97,86        | 13 663      | 98,86       |
| * député sortant |                                                       |                |              |              |             |             |

#### Première circonscription de Laon
- Député élu : Jules Pasquier (Monarchiste).

|                  | Jules Pasquier  | Monarchiste    | 8 223  | 54,81  |  |  |
|                  | Gaston Ganault* | Républicain    | 6 779  | 45,19  |  |  |
|                  |                 |                |        |        |  |  |
| Inscrits         | Inscrits        | Inscrits       | 21 654 | 100,00 |  |  |
| Abstentions      | Abstentions     | Abstentions    | 4 663  | 21,53  |  |  |
| Votants          | Votants         | Votants        | 16 991 | 78,47  |  |  |
| Blancs et nuls   | Blancs et nuls  | Blancs et nuls | 1 989  | 11,71  |  |  |
| Exprimés         | Exprimés        | Exprimés       | 15 002 | 88,29  |  |  |
| * député sortant |                 |                |        |        |  |  |

#### Seconde circonscription de Laon
- Député élu : André  Castelin (Boulangiste).

|                  | André Castelin | Boulangiste    | 10 385 | 59,63  |  |  |
|                  | Paul Doumer*   | Radical        | 7 031  | 40,37  |  |  |
|                  |                |                |        |        |  |  |
| Inscrits         | Inscrits       | Inscrits       | 22 348 | 100,00 |  |  |
| Abstentions      | Abstentions    | Abstentions    | 4 448  | 19,90  |  |  |
| Votants          | Votants        | Votants        | 17 900 | 80,10  |  |  |
| Blancs et nuls   | Blancs et nuls | Blancs et nuls | 484    | 2,70   |  |  |
| Exprimés         | Exprimés       | Exprimés       | 17 416 | 97,30  |  |  |
| * député sortant |                |                |        |        |  |  |

#### Première circonscription de Saint-Quentin
- Député élu : Léon Dumonteil (Boulangiste).

|                | Léon Dumonteil  | Boulangiste    | 7 197  | 52,62  |  |  |
|                | François Hugues | Républicain    | 4 029  | 29,46  |  |  |
|                | M. Touron       | Républicain    | 1 774  | 12,97  |  |  |
|                | M. Renard       | Socialiste     | 677    | 4,95   |  |  |
|                |                 |                |        |        |  |  |
| Inscrits       | Inscrits        | Inscrits       | 19 262 | 100,00 |  |  |
| Abstentions    | Abstentions     | Abstentions    | 5 562  | 28,88  |  |  |
| Votants        | Votants         | Votants        | 13 700 | 71,12  |  |  |
| Blancs et nuls | Blancs et nuls  | Blancs et nuls | 23     | 0,17   |  |  |
| Exprimés       | Exprimés        | Exprimés       | 13 677 | 99,83  |  |  |

#### Seconde circonscription de Saint-Quentin
- Député élu : Jules Desjardins (Conservateur).

|                | Jules Desjardins                | Conservateur   | 7 846  | 55,69  |  |  |
|                | Charles-Désiré Mariolle-Pinguet | Républicain    | 5 499  | 39,03  |  |  |
|                | M. Langrand                     | Socialiste     | 743    | 5,27   |  |  |
|                |                                 |                |        |        |  |  |
| Inscrits       | Inscrits                        | Inscrits       | 18 762 | 100,00 |  |  |
| Abstentions    | Abstentions                     | Abstentions    | 4 255  | 22,68  |  |  |
| Votants        | Votants                         | Votants        | 14 507 | 77,32  |  |  |
| Blancs et nuls | Blancs et nuls                  | Blancs et nuls | 419    | 2,89   |  |  |
| Exprimés       | Exprimés                        | Exprimés       | 14 088 | 97,11  |  |  |

#### Circonscription de Soissons
- Député élu : Alfred Macherez (Républicain).

| Candidat       | Candidat        | Parti          | Premier tour | Premier tour | Second tour | Second tour |
| Candidat       | Candidat        | Parti          | Voix         | %            | Voix        | %           |
| -------------- | --------------- | -------------- | ------------ | ------------ | ----------- | ----------- |
|                | Alfred Macherez | Républicain    | 5 402        | 38,27        | 5 997       | 41,21       |
|                | Albert Forzy    | Conservateur   | 5 288        | 37,46        | 5 687       | 39,08       |
|                | Léon Ringuier   | Socialiste     | 3 427        | 24,28        | 2 869       | 19,71       |
|                |                 |                |              |              |             |             |
| Inscrits       | Inscrits        | Inscrits       | 19 335       | 100,00       | 19 335      | 100,00      |
| Abstentions    | Abstentions     | Abstentions    | 4 401        | 22,76        | 4 718       | 24,40       |
| Votants        | Votants         | Votants        | 14 934       | 77,24        | 14 617      | 75,60       |
| Blancs et nuls | Blancs et nuls  | Blancs et nuls | 817          | 5,47         | 64          | 0,44        |
| Exprimés       | Exprimés        | Exprimés       | 14 117       | 94,53        | 14 553      | 99,56       |

#### Première circonscription de Vervins
- Député élu : Camille Godelle (Conservateur).

|                | Camille Godelle | Conservateur   | 7 013  | 55,61  |  |  |
|                | M. Dupuy        | Républicain    | 4 824  | 38,26  |  |  |
|                | M. Desmazures   | Boulangiste    | 773    | 6,13   |  |  |
|                |                 |                |        |        |  |  |
| Inscrits       | Inscrits        | Inscrits       | 16 325 | 100,00 |  |  |
| Abstentions    | Abstentions     | Abstentions    | 3 481  | 21,32  |  |  |
| Votants        | Votants         | Votants        | 12 844 | 78,68  |  |  |
| Blancs et nuls | Blancs et nuls  | Blancs et nuls | 234    | 1,82   |  |  |
| Exprimés       | Exprimés        | Exprimés       | 12 610 | 98,18  |  |  |

#### Seconde circonscription de Vervins
- Député élu : Jean Caffarelli (Monarchiste).

|                  | Jean Caffarelli   | Monarchiste    | 7 501  | 58,77  |  |  |
|                  | Gabriel Hanotaux* | Républicain    | 5 262  | 41,23  |  |  |
|                  |                   |                |        |        |  |  |
| Inscrits         | Inscrits          | Inscrits       | 16 091 | 100,00 |  |  |
| Abstentions      | Abstentions       | Abstentions    | 2 991  | 18,59  |  |  |
| Votants          | Votants           | Votants        | 13 100 | 81,41  |  |  |
| Blancs et nuls   | Blancs et nuls    | Blancs et nuls | 337    | 2,57   |  |  |
| Exprimés         | Exprimés          | Exprimés       | 12 763 | 97,43  |  |  |
| * député sortant |                   |                |        |        |  |  |

## Rappel des résultats départementaux des élections de 1885

### Élus en 1885
| Député                      | Parti / Idéologie | Parti / Idéologie  | Début            | Fin              |
| --------------------------- | ----------------- | ------------------ | ---------------- | ---------------- |
| M. Paul Béranger*           |                   | Républicain        | 10 novembre 1885 | 7 août 1886      |
| M. Paul Doumer              |                   | Radical            | 9 avril 1888     | 11 novembre 1889 |
| M. Destin Dupuy             |                   | Radical            | 10 novembre 1885 | 11 novembre 1889 |
| M. Gaston Ganault           |                   | Union des gauches  | 10 novembre 1885 | 11 novembre 1889 |
| M. Gabriel Hanotaux         |                   | Républicain        | 18 avril 1886    | 11 novembre 1889 |
| M. Désiré-Jules Lesguillier |                   | Radical            | 10 novembre 1885 | 11 novembre 1889 |
| M. Eugène Rigaut            |                   | Républicain        | 22 novembre 1886 | 11 novembre 1889 |
| M. Antoine Ringuier**       |                   | Union républicaine | 10 novembre 1885 | 13 février 1888  |
| M. Paul Sandrique           |                   | Union républicaine | 10 novembre 1885 | 11 novembre 1889 |
| M. Edmond Turquet           |                   | Union républicaine | 10 novembre 1885 | 11 novembre 1889 |
| M. Henri Villain***         |                   | Union républicaine | 10 novembre 1885 | 19 janvier 1886  |

- * : Décédé en cours de mandat et remplacé par Eugène Rigaut, après une élection partielle.
- ** : Décédé en cours de mandat et remplacé par Paul Doumer, après une élection partielle.
- *** : Décédé en cours de mandat et remplacé par Gabriel Hanotaux, après une élection partielle.